# Q.931
Q.931 — рекомендация ITU-T и основанная на нём реализация протокола управления соединениями для цифровой телефонии ISDN. Q.931 условно сопоставим по назначению с TCP в стеке протоколов TCP/IP (но не на том же уровне модели OSI). Протокол Q.931 не обеспечивает управление потоком передачи данных или выполнение повторной передачи блоков данных, поскольку это реализуют более низкие уровни. Сеть ISDN предоставляет полосу пропускания с фиксированным шагом в 64 кбит/с, а Q.931 определяет процедуры установки соединения и его разъединения. Подобно TCP, Q.931 одновременно является и документом и протоколом состояния машины. Недавно Q.931 был использован в качестве составной части VoIP стека протоколов H.323 (см. статью о H.225.0) и в передающих системах некоторых мобильных телефонов.
Q.931 — это протокол третьего уровня, в основном используемый для установления вызовов ISDN, технического обслуживания и высвобождения сетевых соединений между двумя DTE на D-канале. Структура Q.931 содержит следующие элементы:
- Дискриминатор протокола (PD), служит для того, что бы отличить сигнальный протокол, используемый для соединения (например, PD=08HEX для DSS1) от блоков данных других протоколов.
- Метка соединения (CR) — уникальный номер соединения, к которому относится сообщение. Это значение действительно только на время активности соединения.
- Тип сообщения (MT) — указывает имя сообщения 3-го уровня из определённых Q.931 для управления вызовом (например, SETUP). Есть сообщения, определённые для установки соединения, завершения соединения и управления функциями соединения.
- Информационные элементы (IE) — определяют дальнейшую информацию, которая связана с фактическим сообщением. IE содержит имя IE (например, запрашиваемая услуга), их длину и изменяемое поле содержимого.

## Примеры сообщений
- SETUP (запрашивает установление соединения).
- CALL PROCEEDING (указывает, что вызов обрабатывается, никакой дополнительной информации для установления соединения не требуется).
- ALERTING (указывает вызывающей стороне, что вызываемый терминал готов принять вызов и пользователю подается сигнал о вызове).
- CONNECT (сообщает вызывающей стороне, что вызываемая сторона ответила на вызов).
- DISCONNECT (передаёт запрос на разрыв соединения, желание завершить соединение и прервать связь, обозначается определённым стандартным цифровым кодом причины).
- RELEASE (отправляется в ответ на запрос разъединения, указывая, что задействованные ресурсы должны быть освобождены).
- RELEASE COMPLETE (отправляется получателем сообщения RELEASE, указывая, что ресурсы освобождены, связь завершена полностью).

## Причины разъединения
| Hex   | Dec          | Причина |
| ----- | ------------ | --- |
| 0x1   | 1            | нераспределённый или неназначенный номер |
| 0x2   | 2            | нет маршрута к указанной транзитной сети |
| 0x3   | 3            | нет маршрута к адресату |
| 0x4   | 4            | передача особой тоновой информации |
| 0x5   | 5            | ошибочный префикс транка |
| 0x6   | 6            | канал неприемлем |
| 0x7   | 7            | вызов принят и направлен в установленный канал |
| 0x8   | 8            | упреждение |
| 0x9   | 9            | схема упреждения зарезервирована для повторного использования |
| 0xD   | 13           | вызов завершен в другом месте |
| 0x10  | 16           | нормальное завершение вызова |
| 0x11  | 17           | абонент занят |
| 0x12  | 18           | абонент не отвечает |
| 0x13  | 19           | истекло время ожидания T.301 — абоненту сигнализировано, нет ответа от абонента |
| 0x14  | 20           | абонент отсутствует |
| 0x15  | 21           | вызов сброшен |
| 0x16  | 22           | номер изменён |
| 0x17  | 23           | вызов перенаправлен в новый пункт назначения |
| 0x19  | 25           | ошибка обмена маршрутами |
| 0x1A  | 26           | невыбранная абонентом причина |
| 0x1B  | 27           | направление недоступно |
| 0x1C  | 28           | неверный формат номера или неполный номер |
| 0x1D  | 29           | функциональная возможность отклонена (сетью) |
| 0x1E  | 30           | ответ на сообщение ЗАПРОС СОСТОЯНИЯ |
| 0x1F  | 31           | нормальное состояние, не уточнено |
| 0x22  | 34           | нет схемы доступа / канала |
| 0x26  | 38           | сеть недоступна |
| 0x27  | 39           | постоянное соединение в режиме ретрансляции кадров не работает |
| 0x28  | 40           | используется постоянное соединение в режиме ретрансляции кадров |
| 0x29  | 41           | временная неудача |
| 0x2A  | 42           | коммутационное оборудование перегружено |
| 0x2B  | 43           | доступ к информации отброшен |
| 0x2C  | 44           | запрашиваемая схема/канал не доступны |
| 0x2E  | 46           | блокировано приоритетным вызовом |
| 0x2F  | 47           | ресурс недоступен, не специфицировано |
| 0x31  | 49           | недоступно качество услуги |
| 0x32  | 50           | нет подписки на запрошенную услугу |
| 0x35  | 53           | исходящие вызовы в пределах закрытой группы запрещены |
| 0x37  | 55           | входящие вызовы в пределах закрытой группы запрещены |
| 0x39  | 57           | не авторизованы для запрошенной услуги |
| 0x3A  | 58           | запрошенная услуга в данный момент недоступна |
| 0x3E  | 62           | несоответствие информации о назначенном доступе к исходящим вызовам и классе абонента |
| 0x3F  | 63           | сервис или опция недоступны, не уточнено |
| 0x41  | 65           | возможности услуги не реализованы |
| 0x42  | 66           | тип канал не поддерживается |
| 0x45  | 69           | запрошенный объект не реализован |
| 0x46  | 70           | доступны только ограниченные возможности переноса цифровой информации |
| 0x4F  | 79           | сервис или опция неприменимы, не определено |
| 0x51  | 81           | неверное значение идентификатора вызова |
| 0x52  | 82           | указанный канал не существует |
| 0x53  | 83           | присутствует приостановленный звонок, однако этот вызов не идентифицирован |
| 0x54  | 84           | идентификатор вызова уже используется |
| 0x55  | 85           | нет приостановленных вызовов |
| 0x56  | 86           | вызов, имеющий затребованный идентификатор, был окончен |
| 0x57  | 87           | вызываемый абонент не является членом закрытой абонентской группы |
| 0x58  | 88           | несовместимый пункт назначения |
| 0x5A  | 90           | несуществующая закрытая абонентская группа |
| 0x5B  | 91           | выбрана неверная транзитная сеть |
| 0x5F  | 95           | неверное сообщение, не специфицировано |
| 0x60  | 96           | отсутствует обязательный информационный элемент |
| 0x61  | 97           | несуществующий или неприменимый тип сообщения |
| 0x62  | 98           | сообщение не совместимо со статусом звонка или несуществующий (неприменимый) тип сообщения |
| 0x63  | 99           | несуществующий или не применимый информационный элемент (параметр) |
| 0x64  | 100          | неверное содержимое информационного элемента |
| 0x65  | 101          | сообщение не совместимо со статусом вызова |
| 0x66  | 102          | восстановлено по истечении таймера |
| 0x67  | 103          | несуществующий или не применимый параметр — передан |
| 0x6E  | 110          | сообщение с некорректными параметрами, отброшено |
| 0x6F  | 111          | ошибка протокола, не специфицировано |
| 0x7F  | 127          | межсетевое взаимодействие, не специфицировано |
| 0x80+ | 128 или выше | Собственные диагностические коды производителей оборудования (не обязательно по неполадкам). Могут использоваться для передачи управления или обслуживания сообщений между мультиплексорами. Возможны в частных или национальных сетях. Обычно не используются. |